# 久我通堅
久我 通堅（こが みちかた）は、戦国時代の公卿。久我家20代。

## 生涯
天文11年（1542年）に叙爵し、侍従に列する。その後、備前権介、左近衛中将、備前権守、権中納言などを歴任し、弘治2年（1556年）に源氏長者となる。
弘治3年（1557年）、権大納言に任じられる。
永禄元年（1558年）、右近衛大将、永禄3年（1560年）には正二位となったが、まもなく勅勘を被り、永禄8年（1565年）に従二位に落とされた。
永禄11年（1568年）、正親町天皇が寵愛する目々典侍（飛鳥井雅綱の娘）との密通疑惑が取りただされると、再び勅勘を受けて解官された。父の晴通は織田信長や三条西実澄、万里小路惟房を介して赦免を得ようとしたが、天皇の怒りが収まらず許されなかった。
元亀元年（1570年）3月10日、通堅自らが逼塞先の堺から京都に潜入して儲宮である誠仁親王と会談して取成しを依頼する（言継卿記）が、それでも天皇の怒りが収まることはなかった。
元亀4年（1573年）、従兄にあたる将軍・足利義昭が織田信長によって京都から追放されると、父の晴通もこれに従って京都を出てしまう。金子拓は追放された義昭が堺に滞在した時期もあることから、この時に通堅も父や従弟と合流した可能性が高いと指摘している。
天正3年3月13日に久我晴通が薨去すると、4月6日には通堅も後を追うように堺にて薨去した。享年35。

## 系譜
- 父：久我晴通（1519-1575）
- 母：武田元光の娘（?-1553）
- 妻：佐々木氏
  - 男子：久我敦通（1565-1625）
- 生母不明の子女
  - 三男：下津俸庵（1570-1631）
  - 女子：久我俊子（?-1651） - 六条有広室、のち新大納言局